# Мегс (округ, Теннесси)
Округ Мегс (англ. Meigs County) располагается в штате Теннесси, США. Официально образован в 1836 году. По состоянию на 2010 год, численность населения составляла 11 753 человека.

## География
По данным Бюро переписи США, общая площадь округа равняется 562,031 км2, из которых 505,051 км2 — суша, и 56,980 км2, или 10,110 % — это водоёмы.

## Население
По данным переписи населения 2000 года в округе проживает 11 086 жителей в составе 4304 домашних хозяйств и 3262 семей. Плотность населения составляет 22,00 человек на км2. На территории округа насчитывается 5 188 жилых строений, при плотности застройки около 10,00-ти строений на км2. Расовый состав населения: белые — 97,65 %, афроамериканцы — 1,24 %, коренные американцы (индейцы) — 0,21 %, азиаты — 0,18 %, гавайцы — 0,00 %, представители других рас — 0,11 %, представители двух или более рас — 0,60 %. Испаноязычные составляли 0,57 % населения независимо от расы.
В составе 32,80 % из общего числа домашних хозяйств проживают дети в возрасте до 18 лет, 61,70 % домашних хозяйств представляют собой супружеские пары, проживающие вместе, 9,90 % домашних хозяйств представляют собой одиноких женщин без супруга, 24,20 % домашних хозяйств не имеют отношения к семьям, 20,80 % домашних хозяйств состоят из одного человека, 7,80 % домашних хозяйств состоят из престарелых (65 лет и старше), проживающих в одиночестве. Средний размер домашнего хозяйства составляет 2,55 человека, и средний размер семьи — 2,94 человека.
Возрастной состав округа: 25,10 % — моложе 18 лет, 8,10 % — от 18 до 24, 28,90 % — от 25 до 44, 26,30 % — от 45 до 64, и 26,30 % — от 65 и старше. Средний возраст жителя округа — 37 лет. На каждые 100 женщин приходится 100,00 мужчин. На каждые 100 женщин старше 18 лет приходится 97,30 мужчин.
Средний доход на домохозяйство в округе составлял 29 354 USD, на семью — 34 114 USD. Среднестатистический заработок мужчины был 29 521 USD против 20 419 USD для женщины. Доход на душу населения составлял 14 551 USD. Около 15,80 % семей и 18,30 % общего населения находились ниже черты бедности, в том числе — 23,50 % молодежи (тех, кому ещё не исполнилось 18 лет) и 14,60 % тех, кому было уже больше 65 лет.